# Нордерстапел
Нордерстапел (њем. Norderstapel) општина је у њемачкој савезној држави Шлезвиг-Холштајн. Једно је од 134 општинска средишта округа Шлезвиг-Фленсбург. Према процјени из 2010. у општини је живјело 820 становника. Посједује регионалну шифру (AGS) 1059064.

## Географски и демографски подаци
Нордерстапел се налази у савезној држави Шлезвиг-Холштајн у округу Шлезвиг-Фленсбург. Општина се налази на надморској висини од 6 метара. Површина општине износи 15,9 km². У самом мјесту је, према процјени из 2010. године, живјело 820 становника. Просјечна густина становништва износи 52 становника/km².